# Deutsche Vereinigung für Frauenstimmrecht
Deutsche Vereinigung für Frauenstimmrecht var en tysk kvinnorättsorganisation, verksam mellan 1911 till 1916. Syftet var att verka för Kvinnlig rösträtt.
Det var en av de tre stora föreningarna för kvinnlig rösträtt i Tyskland jämsides med Deutscher Verband für Frauenstimmrecht (1902) och Deutscher Frauenstimmrechtsbund (1913). 
År 1916 gick Deutscher Verband für Frauenstimmrecht samman med Deutsche Vereinigung für Frauenstimmrecht och bildade Deutscher Reichsverband für Frauenstimmrecht.